# Maximiliano Guerrero
Maximiliano Gabriel „Maxi” Guerrero Peña (ur. 15 stycznia 2000 w La Serena) – chilijski piłkarz występujący na pozycji skrzydłowego, reprezentant Chile, od 2024 roku zawodnik Universidadu de Chile.